# شليغن
شليغن (بالألمانية: Schlieren) هي بلدية سويسرية تتبع لمقاطعة ديتيكون في كانتون زيورخ. تبلغ مساحتها 6.38 كيلومتر مربع.

## أعلام
- أرجانيت موريك
- مارتن ستيوبل
- جانين غرينير
- كورت أوت
- كارل فري